# 이다현 (1997년생 모델)
이다현(1997년 2월 3일~)은 2019년의 대한민국의 미스 코리아 미(美) 출신이다.

## 주요 이력
- 2019 미스 코리아 서울 미(美)
- 2019 미스 코리아 미(美)